# Lydia MacDonald
Lydia MacDonald, pseudonimo di Lydia De Domenico (Edimburgo, 5 marzo 1923 – Edimburgo, 1998), è stata una cantante britannica di origine italiana, specializzata in colonne sonore per l'industria cinematografica italiana tra gli anni Cinquanta e Settanta.

## Biografia
Nata ad Edimburgo, in Scozia nel 1923 da padre italiano e madre scozzese, Lydia studiò pianoforte nella scuola St George's della città natia. Nel 1939, quando aveva 15 anni, suo padre portò la famiglia per la prima volta in vacanza all'estero in Italia, per incontrare i parenti. La scelta del periodo non fu delle migliori, a causa dello scoppio della Seconda guerra mondiale poco dopo il loro arrivo a Roma; gli amici di Edimburgo consigliarono al padre di Lydia di non tornare in Scozia, perché sarebbe stato probabilmente internato e la famiglia rimase nella Capitale per tutta la durata della guerra. Lydia e la sorella completarono la loro istruzione presso l'istituto capitolino Marymount International School. 
Durante questo periodo, Lydia prese lezioni di canto operistico, che le piacevano molto, anche se il suo primo entusiasmo era stato per la musica jazz. Dopo aver lasciato la scuola nel 1942, Lydia fece amicizia con alcuni giovani italiani amanti della musica che condividevano la sua passione per il jazz. Tra questi vi erano Piero Piccioni e Armando Trovajoli, per citarne solo un paio. Fu durante questo periodo che iniziò a cantare con Piccioni (che usava in quel periodo il nome di Piero Morgan) ideatore e direttore dell'orchestra 013, con il quale debutta in programmi radio della Rai e in vari spettacoli dedicati alle forze armate inglesi di stanza a Roma nel periodo 1944-1945.
Viene invitata anche a cantare nella neonata radio americana la A.E.S., che trasmetteva dalla capitale ed era ascoltata dai militari statunitensi presenti in Italia. Alla liberazione di Roma, nel 1944, Frank Sinatra si esibì per le truppe alleate e Lydia venne invitata al concerto. Successivamente si unì a Sinatra, che l'aveva sentita cantare alla radio, per un giro turistico in jeep della città. Sinatra le fece i complimenti per l'abilità e la incoraggiò a dedicarsi alla carriera di cantante. Subito dopo la fine della guerra Lydia e la sua famiglia ritornarono in Scozia, dove si esibì con gruppi locali a Edimburgo. Il suo stile attirò l'attenzione del famoso direttore d'orchestra britannico Ted Heath, che dopo un provino la scritturò come prima cantante solista.
Durante il periodo tra il 1946 e il 1949, viaggiò in lungo e in largo per tutto il Regno Unito, esibendosi in molti importanti concerti e sale da ballo. Ma la vita in tournée era piuttosto estenuante e dopo un paio di anni lasciò la band, rimanendo in buoni rapporti, per tornare a Edimburgo. Il destino fece nuovamente la sua parte, poiché i medici consigliarono a sua madre, cagionevole di salute, di trasferirsi possibilmente in un clima più caldo; fu deciso che Lydia accompagnasse sua madre a Roma, dove nel 1950 affittarono un appartamento. Il trasferimento si dimostrò un grande beneficio per la salute della madre e permise anche a Lydia di riprendere i rapporti con gli amici che aveva conosciuto durante gli anni della guerra.
Divenne protagonista nel 1950 del programma radio La Vedette della Settimana in onda da Radio Roma della RAI accompagnata nuovamente da Piero Piccioni. Successivamente le venne chiesto di collaborare alle colonne sonore della allora fiorente industria cinematografica italiana. La sua capacità di cantare in italiano e in inglese le consentì di affermarsi come cantante di "statura internazionale", secondo quanto ha dichiarato lo storico musicale italiano Arrigo Zoli nel libro Il Canto Nero. Collaborò a film prodotti e diretti da importanti registi dell'industria cinematografica italiana del XX secolo, insieme ai principali arrangiatori e compositori italiani dell'epoca, tra cui, in particolare, Piero Piccioni, ma anche Ennio Morricone, Piero Umiliani, Armando Trovajoli e numerosi altri.
Come è stato documentato altrove (ad esempio nell'articolo biografico dell'importante rivista Shindig), ciò è stato anche importante per il suo significato culturale: il ventesimo secolo ha visto un gran numero di immigrati italiani trasferirsi in Scozia (e in altri parti del Regno Unito) dove hanno rapidamente apportato grandi contributi artistici e di altro genere alla nazione, ma c'è stato un movimento minimo di scozzesi e inglesi verso l'Italia. Per questo motivo il trasferimento di Lydia dalla Scozia all'Italia risulta particolarmente significativo. Oltre a cantare Lydia compose e scrisse testi in inglese per un certo numero di canzoni. Prese parte periodicamente a programmi della televisione come Volubile 1961 della RAI, e partecipò a programmi radiofonici con Piero Piccioni e con il complesso di Nunzio Rotondo. Continuò ad essere molto richiesta tra gli anni cinquanta fino ai primi anni settanta, quando si ritirò e tornò a Edimburgo dove rimase fino alla sua morte nel 1998.

## Discografia

### Album in studio
- 1958 – Will Ye No Come Back Again (con Ted Heath)
- 1962 – Piero Piccioni presenta Lydia MacDonald (con Piero Piccioni)
- 1964 – Eclypse (con Piero Piccioni)

### Colonne sonore
- 1966 – Fumo di Londra (colonna sonora originale) (con Piero Piccioni)

### Singoli
- 1960 – For You/Se fosse tutto vero
- 1960 – Dial 22-22
- 1960 – Vino e Rose/Samba do Brasil
- 1961 – Reno/Freddy Flinton
- 1963 – Ancora un po/Sette giorni a Rom
- 1966 – Kiss the Girls and Make Them Die/Fools Have All the Fun

## Filmografia
- I magliari, regia di Francesco Rosi (1959), canto
- L'impiegato, regia di Gianni Puccini (1959), canto e vocalizzi
- Tenente Sheridan, regia di Stefano De Stefani (1960), canto
- Adua e le compagne, regia di Antonio Pietrangeli (1960), canto e vocalizzi
- Il mondo di notte, regia di Luigi Vanzi (1960), canto e vocalizzi
- Il mondo di notte 2, regia di Gianni Prola (1962), canto e vocalizzi
- Agente 077 dall'Oriente con furore, regia di Sergio Grieco (1965), canto e vocalizzi
- Missione mortale Molo 83, regia di Sergio Bergonzelli (1966), canto e vocalizzi
- Fumo di Londra, regia di Alberto Sordi (1965), canto e vocalizzi
- Un dollaro bucato regia di Giorgio Ferroni (1965), canto
- Requiem per un agente segreto, regia di Sergio Sollima (1966), canto
- Kiss the Girls and Make Them Die, regia di Henry Levin (1966), canto
- Hypnos - Follia di massacro, regia di Paolo Bianchini (1967), canto e vocalizzi
- Il medico della mutua, regia di Luigi Zampa (1968), vocalizzi
- Svezia inferno e paradiso, regia di Luigi Scattini (1968), canto e vocalizzi
- Un italiano in America, regia di Alberto Sordi (1968), canto e vocalizzi
- Orgasmo, regia di Umberto Lenzi (1969), canto
- Il commissario Pepe, regia di Ettore Scola (1969), canto e vocalizzi
- L'amica, regia di Alberto Lattuada (1969), canto
- Il prof. dott. Guido Tersilli primario della clinica Villa Celeste convenzionata con le mutue, regia di Luciano Salce (1969), canto e vocalizzi
- Paranoia, regia di Umberto Lenzi (1970), canto

## Programmi radio e TV Rai
- La vedette della settimana, con l'orchestra di Piero Piccioni, 5 febbraio 1950
- Una tromba tutto jazz, di e con Nunzio Rotondo, anche sigla del programma, terzo programma Rai 1959 1961.
- Volubile, con l'orchestra di Piero Piccioni, RAI televisione 1961